# 重庆建筑大学
重庆建筑大学，中国曾经存在的一所高等院校，建筑老八校之一，2000年并入重庆大学。
1952年全国高等院校调整，由重庆大学、西南工业专科学校、川北大学、川南工业专科学校、成都艺术专科学校、西南交通专科学校6所高校的建筑土木相关系科合并为重庆土木建筑学院。
1953年，云南大学、贵州大学的土木系并入。
1954年更名为重庆建筑工程学院。
1978年被确定为全国重点高等院校，是中国著名的建筑“老八校”之一。
1994年1月，更名为重庆建筑大学，学校也已发展成为以土木建筑、城乡建设和环境保护为主要专业特色的，以工学为主，兼有理学、文学、法学、管理学等学科的多科性理工大学，形成了学士、硕士、博士完整的教育体系。
2000年并入重庆大学，组建更高水平的985工程学校。原重庆建筑大学校区，现在为重庆大学B校区，是重庆大学土木工程学院，建筑城规学院，建设管理与房地产学院，城市建设与环境工程学院等学院所在地。

## 历史
重庆建筑大学是中国著名的建筑老八校之一。重庆建筑大学的前身是重庆土木建筑学院，于1952年由重庆大学、西南工业专科学校、川北大学、川南工业专科学校、成都艺术专科学校、西南交通专科学校共六所院校的9个土木、建筑系（科）合并而成。1953年并入云南大学、贵州大学的土木系，1954年更名为重庆建筑工程学院，成为西南地区唯一一所建筑工程学院，也是当时中央建筑工程部唯一一所直属高等院校，1958年开始招收研究生。截止1966年，全院共有4个系，15个专业。1978年重庆建筑工程学院被确立为全国重点大学，是当时建设部直属重点大学之一。1994年1月更名为重庆建筑大学。建有给水排水建设部重点实验室，新型建筑材料与工程建设部重点实验室，建筑科学建设部重点实验室，结构工程建设部重点实验室。在2000年并入重庆大学，组建更高水平的985工程院校。1978年被原教育部确定为全国重点高等院校。1994年经原国家教委批准更名为“重庆建筑大学”， 经过恢复调整和改革，学校由一个单科性学院发展成为土建类学科专业齐全，以土木建筑、城乡建设和环境保护等主要专业为特色的、以工为主，兼有理文管理法学等学科的建设部直属的全国重点院校。其建筑学、建筑工程（土木工程）、供热通风与空调、城市规划和工程管理等主干专业以优异的成绩通过国家教育质量评估，标志着学校土建类学科整体水平居于国内前列，部分学科居于国内领先水平，在国际上也有一定的影响。

## 办学规模
学校占地面积371541平方米，截至1999年年底，校舍建筑总面积有332079平方米，固定资产总额为21560万元，其中教学科研仪器设备资产值为6132万元。
学校附属甲级建筑设计研究院和甲级规划设计研究院，已完成上千项工业与民用和城市规划，“两院”及分布在南方沿海和长江沿线20多家校办科技企业，是学校教学、科研与生产基地，有明显的社会效益和经济效益。

## 院系设置
学校坚持以教学、科研为中心。设建筑城规学院、建筑工程学院、城市建设学院、机电工程学院、管理学院等5个学院；材料科学与工程系、应用科学与技术系、商贸与法律系、外语系和计算机科学系等5个直属系以及研究生部、体育部、成人教育学院、职业技术学院。学院拥有23个本科专业招生；设有建筑设计及其理论等22个硕士学位授权点，结构工程等7个博士学位授权点，土木工程（一级学科）和建筑学（一级学科）博士后科研流动站，建筑材料学科有项目博士后研究人员。城市规划等13个学科为省部级重点学科，大型结构实验室等4个实验室为省部级重点实验室。

## 藏书刊物
截至1999年，藏书93.23万册的校图书馆成为西南地区建筑科学图书文献中心。学校充分利用各种现代化手段和信息渠道，已建成校园计算机网络。主办有《重庆建筑大学学报（自然科学版）》、《重庆建筑大学学报（社会科学版）》、《地下空间》、《室内设计》、《高等建筑教育》等5种向国内外公开发行的学术刊物。

## 师资力量
截至1999年，拥有教职工2072人，其中专任教师969人。有博士生导师42人，国家级和省部级中青年科技专家14 人，教授、研究员164人，副高职务470人。各类在校学生总数达到14365人。其中全日制本专科学生7991人，博士、硕士研究生1091人（含研究生班380人），成教学生5663人。建校后，已为国家培养输送了近4万名毕业生（其中研究生1200人）和上万名成人学历教育毕业生。

## 办学成果
截至1999年，学校设26个研究机构。各类专业实验室43个，其中世界银行贷款建设的现代化实验室4个。改革开放以后，学校完成科研项目2000多项，获国家、省、部级重大科技成果奖150多项；有7项成果被列为国家级重点推广项目，8项成果被列为国家级重点新新产品试制项目。同时，还获得国家专利65项。
学校努力面向世界、面向未来办学，已与美国、日本、德国、英国、加拿大、俄罗斯等近20个国家和地区的60多所大学建立了合作交流关系，联合进行科学研究和培养研究生。经教育部批准该校与香港理工大学合作培养"工程项目管理硕士"，与国立新加坡大学合作培养"房地产经营与管理"硕士。
学校一贯重视教育质量，建筑学、城市规划、建筑工程、供热通风与空调工程等，主要学科专业均以优秀的成绩通过国家的专业教育评估。学校一贯倡导"求知、求精、求实、求新"的优良学风。学生基础理论扎实、思想活跃、动手能力强。在校学生参加国际、国内设计竞赛，先后有70多项、150多人次获奖。